# Polygenis gwyni
Polygenis gwyni är en loppart som först beskrevs av C.Fox 1914.  Polygenis gwyni ingår i släktet Polygenis och familjen Rhopalopsyllidae. Inga underarter finns listade i Catalogue of Life.